# هنري ماسيه
هنري ماسيه (بالفرنسية: Henri Massé)‏ ( 1886 - 1969 م ) هو مستشرق فرنسي، متخصص في الفارسية.
عمل مديرًا للمعهد الفرنسي بالقاهرة، وعين أستاذًا في جامعة الجزائر (1916-1927)، وعضوًا في المجمع العلمي العربي بدمشق.

## آثاره
كتبه المؤلفة:
- «بحث في الشاعر سعدي» Essai sur le Poète Saadi, 1999.
- «فردوسي والملحمة القومية» Firdousi et l΄épopée nationale.
- «شخصية الفردوسي» La personnalité de Fifdousi.
- «منوچهري» Manoutchehri.
- «الشاعر الفارسي بابا طاهر» Le poète person Baba Tahir.
- «نظام المُلك» Nizâm al- Molk.

كما نقل من الفارسية إلى الفرنسية:
- «بهارستان» لعبد الرحمن جامي، باريس 1925.
- «خسرو وشيرين» للشاعر نظامي السمرقندي، باريس 1970.
- «دانشنامه علائي» لابن سينا بالاشتراك مع محمد آشنا، باريس 1956- 1958.
- «كتاب جرشاسب» للشاعر أسدي.
- «ويس ورامين» للشاعر جرجاني.
- «مختارات فارسية»، 1950 عند الناشر Anthologie persane, Paris, payot.[3]